# Guillermo Pérez
Guillermo Pérez Sandoval (Uruapan, 14 de outubro de 1979) é um taekwondista mexicano.
Guillermo Pérez competiu nos Jogos Olímpicos de 2008, na qual conquistou a medalha de ouro.